# John David Davis
John David Davis (* 22. Oktober 1867 in Edgbaston (Birmingham); † 20. November 1942 in Estoril) war ein britischer Komponist.

## Leben und Werk
John David Davis sollte Kaufmann werden und wurde deshalb zur Ausbildung nach Frankfurt (1885) und nach Brüssel (1886) geschickt. Er besuchte aber an beiden Orten auch das Konservatorium. Ab 1889 lebte Davis als Musiklehrer in Birmingham. Von 1893 bis 1904 war er am Midland Institute in Birmingham (Bildungseinrichtung) tätig.
Er schrieb unter anderem Orchesterwerke, zwei Streichquartette, zwei Violinsonaten, Klavierstücke, Lieder und die Oper The Zaporoges (Birmingham, 1895).